# Axel Hans Jessen
Axel Hans Jessen, född 30 augusti 1868 i Köpenhamn, död 27 juli 1952 i Gentofte, var en dansk geolog och botaniker.
Jessen blev polyteknisk kandidat 1890 hade redan då börjat tjänstgöra inom Danmarks geologiske undersøgelse, där han under åren 1897-1938 var statsgeolog. Han deltog forskningsresor bland annat till Julianehåbdistriktet på Grönland (1894) och till Island (1904) i syfte att studera glaciärer.
Av hans vetenskapliga avhandlingar kan förutom flera beskrivningar till geologiska kartblad särskilt nämnas Vendsyssels geologi (1918) och Stenalderhavets udbredelse i det nordlige Jylland (1920).